# کریم بودجما
کریم بودجما (انگلیسی: Karim Boudjema؛ زادهٔ ۸ سپتامبر ۱۹۸۸) بازیکن فوتبال اهل فرانسه است.